# Bataille de Pancorbo (816)
Conquête carolingienne de la Marche d'Espagne
La bataille de Pancorbo est une bataille qui a eu lieu en l’an 816 entre l’Émirat de Cordoue dirigé par Al-Hakam Ier  et les forces asturiennes et basques dirigées par Velasco le Basque. La bataille a eu lieu lorsque les forces de Abd al-Karim ibn Abd al-Wahid ibn Mughith ont tenté de traverser le col de Pancorbo.
La bataille s’est soldée par une victoire des sarrasins qui a entrainé la révolte basque et l’établissement d’Eneko Arista en tant que roi de Pampelune.

## Sources
- (ca) Ramón de Abadal y Vinyals, El Domini Carolingi a Catalunya, Institut d'Estudis Catalans, 1986 (ISBN 978-84-7283-082-0, lire en ligne)

- « Historia de Espana antigua y media - Luis Suárez Fernández - Google Llibres », sur web.archive.org, 6 décembre 2013 (consulté le 26 février 2022)

- Évariste Lévi-Provençal, Textes inédits du Muqtabis d’Ibn Hayyan sur les origines du royaume de Pampelune, 1954